# NGC 2500
NGC 2500 (другие обозначения — UGC 4165, MCG 9-13-110, ZWG 262.62, KARA 224, IRAS07581+5052, PGC 22525) — спиральная галактика в созвездии Рысь.
Этот объект входит в число перечисленных в оригинальной редакции «Нового общего каталога».
В галактике обнаружено два ультраярких рентгеновских источника
Галактика низкой поверхностной яркости в инфракрасном диапазоне. Чаще всего такие галактики небольшого размера, однако NGC 2500 достаточно крупная. 